# Ryburgh
Ryburgh – civil parish w Anglii, w hrabstwie Norfolk, w dystrykcie North Norfolk. Leży 33 km na północny zachód od Norwich i 161 km na północny wschód od Londynu. W 2001 miejscowość liczyła 668 mieszkańców.